# Formáty novin
Formáty novin jsou ustálené velikosti novinových papírů, na kterých jsou noviny tisknuty. Seriózní noviny tradičně vycházejí na formátech větších, než noviny bulvární, ale dnes už to ne vždycky platí.

## Nejpoužívanější druhy
Ve světě se používají tři základní druhy formátů novin:
- broadsheet (velký) – dvojstrana odpovídá přibližně velikosti papíru A1, používáno důležitými světovými novinami (např. The New York Times, The Financial Times, atd.), dříve nejběžnější formát
- berliner (střední) – v České republice nejobvyklejší formát novin (vychází takto Lidové noviny, Hospodářské noviny, Mladá fronta DNES, atd.), dvojstrana přibližně odpovídá velikosti papíru A2
- tabloid (nejmenší) – dvojstrana odpovídá přibližně velikosti papíru A3, méně seriózní a méně vážný formát používaný většinou bulvárními novinami, přesto na něj z praktických důvodů postupně přešli z broadsheet i např. The Times (jedny z nejdůležitějších novin na světě) a jiné seriózní noviny

Dříve se u deníků rozlišovaly dva typy:
- světový (430 x 595 mm) – například Rudé právo či Pravda
- evropský (297 x 420 mm)

## Velikosti a poměry stran
- Diver's Dispatch 914,4 × 609,6 mm (36,00 × 24,00 in) (poměr stran 1,5)
- Broadsheet 749 × 597 mm (29,5 × 23,5 in) (poměr stran 1,255)
- Nordisch 570 × 400 mm (22 × 16 in) (poměr stran 1,425)
- Rýnský 350 × 520 mm (14 × 20 in) (poměr stran 1,486)
- Švýcarský (Neue Zürcher Zeitung) 475 × 320 mm (18,7 × 12,6 in) (poměr stran 1,484)
- Berliner 470 × 315 mm (18,5 × 12,4 in) (poměr stran 1,492)
  - U novin The Guardian byla oblast tisku 443 × 287 mm (17,4 × 11,3 in).[2]
- Tabloid 430 × 280 mm (17 × 11 in) (poměr stran 1,536)
- Kanadský tabloid 260 × 368 mm (10,2 × 14,5 in) [3]
- Ciner 350 × 500 mm (14 × 20 in) 13.780 x 19.685 inches[3]

### Porovnání sISO 216(1,414)
- A1: 841 mm × 594 mm (33,1 in × 23,4 in)
- A2: 594 × 420 mm (23,4 × 16,5 in)
- B3: 500 × 353 mm (19,7 × 13,9 in)
- C3: 458 × 324 mm (18,0 × 12,8 in)
- A3: 420 × 297 mm (16,5 × 11,7 in)
- A4: 297 × 210 mm (11,7 × 8,3 in)